# 第二特務艦隊
第二特務艦隊（だいにとくむかんたい）とは、日英同盟に基づいて日本が第一次世界大戦に連合国側で参戦した際、マルタ島を中心とする地中海海域において連合国側の輸送船団護衛作戦に従事した日本海軍の遠洋派遣部隊である。
後述の通り、この艦隊の戦果は欧州の各国首脳に達し、直接戦火を交えなかったにもかかわらず第一次大戦終結後においてヴェルサイユ体制下での連合国（戦勝国）としての「五大国」への仲間入りや国際連盟での常任理事国就任に大きな役割を果たした。

## 概要
1917年1月11日に英国政府から地中海で激化するドイツUボート艦隊による通商破壊戦から輸送船舶を護衛するため艦隊の派遣要請を受けた大日本帝国海軍は、同年2月に要請に応じることを決定、明石を旗艦として第十駆逐隊 (楓、桂、梅、楠) および第十一駆逐隊 (榊、柏、松、杉) の駆逐艦 計8隻からなる艦隊が編成され、第二特務艦隊として地中海に派遣された。第十一駆逐隊には後にイギリス海軍からH級駆逐艦2隻（橄欖、栴檀）も貸与運用された。
佐藤皐蔵少将を司令官とする第二特務艦隊は同年4月13日にマルタに到着し、終戦までの約1年半に渡り輸送船団の護衛任務にあたった。同年8月には出雲と当時最新鋭の桃型駆逐艦4隻 (桃、樫、檜、柳) からなる第十五駆逐隊が増援として派遣され、旗艦が出雲に変更された。終戦までに348回の船団護衛に従事し、護送した軍艦・輸送船は英国籍を主として延べ788隻、護送人員は75万人に及んだ。
折しも2月1日にドイツが英仏周辺および地中海での無制限潜水艦作戦を宣言し、地中海は輸送船団にとってさながら地獄の様相を呈していたことから日本海軍の来援は大いに期待されており、実際にイギリス海軍地中海艦隊上層部からは高い評価 (後述) を受けている。

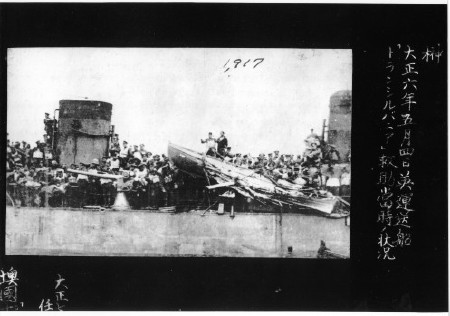
トランシルバニア号救出翌日の駆逐艦榊

5月4日には、「松」と「榊」が護衛中のイギリス兵員輸送船トランシルヴァニアがUボートの雷撃を受けた。両艦は沈没しつつあるトランシルヴァニアに接舷して生存者の救助にあたった。当時イギリス海軍は、被雷した僚艦を救助しようとして接近した2隻が雷撃を受け、3隻とも撃沈され6,000人が戦死する事態が起きたことから被雷時の救助を一切禁じていた。このため、Uボートがまだ付近を遊弋しているであろう状況で被雷船に接舷・救助するなど危険極まりなく、考えもつかないことであった。さらに両艦の乗組員は救助の労苦にもかかわらず、収容した英兵に進んで自らの衣類や食料、寝所まで提供したため、英兵から大いに感謝されたという。
この行動に対し、「松」と「榊」には海軍大臣ウィンストン・チャーチルから深い謝意を表する電報が届けられた他、両艦の艦長以下20数名には英国王ジョージ5世から勲章が授与された。

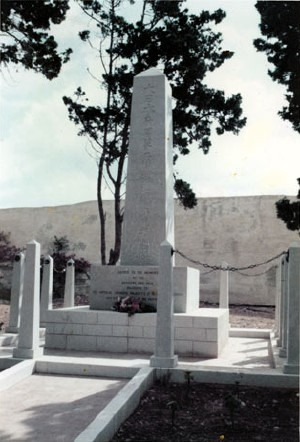
マルタ共和国旧英国海軍墓地 (現英連邦墓地) にある修復直後の日本海軍第二特務艦隊戦没者の墓

6月11日には「榊」がクレタ島沖でUボートの雷撃を受けて艦橋を含む艦首1/3が吹き飛び、艦長上原太一中佐以下59名が戦死した。「榊」は自力航行不能になっていたが、英駆逐艦リブルに曳航されてクレタ島のスーダに入港、応急修理が行われた。戦没者の遺品・遺骨は6月19日に「松」に乗せてマルタに送られ同地で埋葬された。収容しきれなかった遺灰はいったんスーダに埋葬されたが、マルタに戦没者全員を合葬することになり、翌年6月9日に「榊」の戦没者59人の他、派遣以来の戦病死者14名を加えた73名が祀られている。
1921年4月25日、当時皇太子だった昭和天皇が欧州訪問の際、マルタ島にて慰霊を行った。
2014年には艦隊派遣100周年を迎えたことから日本国内でも再度注目が集まり、欧米諸国の研究者からも新たな学術論文が発表され、第二特務艦隊に関する研究が進んだとされる。

## 功績
第二特務艦隊は地中海における連合国の船団輸送維持に多大な貢献をし、連合国の勝因の一つとなった。日本は欧州の陸戦には一切関与しなかったが、この功績をもって連合国五大国の一つとしてパリ講和会議への参加が認められ、ヴェルサイユ条約でドイツのアジア権益を信託統治領として勝ち取ることができた。また、1920年に国際連盟の常任理事国となった。
第一次世界大戦後、日本国内では第二特務艦隊での活躍から桃型駆逐艦は功勲艦として知られるようになった。司令官であった佐藤皐蔵少将は、この武勲によって中将に進級した。イギリス本国においても大手新聞紙が「世界三大提督」（ジョン・ポール・ジョーンズ、東郷平八郎、ホレーショ・ネルソン) の名を挙げて佐藤少将の健闘ぶりを伝えたという。また、輸送船団の船長には「第二特務艦隊の護衛がなければ出港しない」と言い張る者まで現れた。佐藤少将は大正期の日本海軍職業軍人として最も著名な人物の一人となり、連合国の元首・首脳から対同盟国戦勝への貢献に対して勲章や謝辞を受けた。特に地上戦で国土が戦場となったベルギー王国からは、連合国戦勝への多大な貢献に対してベルギー王冠勲章グランド・オフィサー章が授与された。この勲章は佐藤の郷里である岩手県花巻市に寄贈されている。
また、第二特務艦隊による船団護衛作戦の成功は、日本製駆逐艦の性能を実績をもって証明することになった。ただし、フランス海軍が日本にアラブ級駆逐艦12隻 (樺型の同型艦) を発注したのは第二特務艦隊が地中海に到着する前であり、「第二特務艦隊の活躍により駆逐艦輸出に成功した」とするのは正しくない。一方で、アラブ級駆逐艦の引き渡しは1917年7月から始まっており、トランシルヴァニア号の救助で名を馳せた「榊」、「松」の同型艦として活躍を期待されたであろうことは想像に難くない。

## 評価
当時のイギリス海軍地中海艦隊英領マルタ軍港司令官であったジョージ・アレクサンダー・バラード少将は、戦間期に著した第一次世界大戦の地中海戦線の回顧録の中で「日本海軍第二特務艦隊」について以下のように言及して讃えている。
我々英国海軍地中海艦隊は、同盟国イタリア及びフランス海軍とは、意見の不一致や戦略思想のズレから、しばしば摩擦を生じていたが、遥々東洋から到着したはずの日本の第二特務艦隊はそうではなく、勤勉なる日本海軍の佐藤司令官は、我々との意思疎通を欠かさずに行い、常に要望に応えてくれ、何の問題もなく任務を遂行したし、彼らは稼働率において我が軍と並ぶ優秀さを見せていた。フランスの稼働率はイギリスに比べて低く、イタリアはフランスよりもさらに低かったが、日本海軍は日露戦争における日本海海戦の結果に対しても納得できる練度の高さを証明した。
また、地中海艦隊司令官サマセット・ゴフ＝キャルソープ中将は、海軍省に「佐藤司令官は常に要求に応じるべく艦隊を即応体制に維持し、彼の部下は常に任務を満足に遂行している」、「日本艦隊は言うまでもなく素晴らしい」という報告を送っている。
同じ連合国で、国際連盟の常任理事国として日本やイギリスと共に「5大列強国」となったイタリア及びフランス海軍も、日本の第二特務艦隊が日英同盟の規定に従ってイギリスの船しか護衛しないことに不満を感じはしたものの、その戦いぶりとイギリスから借り受けた損耗補てん分の駆逐艦を十分に活かした活躍は認めていたようで、当時のフランス海軍母校トゥーロン軍港では、戦勝後に第二特務艦隊の歌が造られ、地元新聞で取りあげられた事もあった。
横須賀から出立した乗組員は相当な苦労をしながらもインド洋を横断して中東アラビア海を通過し、スエズ運河を抜けてエジプトアレクサンドリア港で補給するという、当時の大日本帝国海軍において例のない遠洋航海を完遂し、大正期海軍「桃型駆逐艦」の乗組員は地中海世界における大日本帝国海軍の知名度向上に大いに貢献した。また、日本海軍上層部将校らは、既に国際共通語となっていた英語やフランス語を習得し、当時の列強海軍幕僚らとの交流を通じて、連合国艦隊の一部として活動するにあたって各国海軍における仕来たりや文化を理解するなど、様々な経験を積むことができた。この時に得た人脈・航行経験・語学および慣習に関する知識は、その後国際化していく日本海軍の組織における基礎的教訓として、長く活かされることとなった。
第二特務艦隊の派遣は、連合国の国際協力作戦の成功事例として、セーヴル条約やその後の希土戦争を経て今日のトルコ共和国が建国されるまでの歴史的な潮流において、地中海全体に大きな影響を与えた（「ガリポリの戦い」および「桃型駆逐艦」も参照）。

## その後
- 2017年(平成29年)5月27日、マルタ島を訪問した安倍晋三総理大臣は旧日本海軍戦没者墓地において慰霊を行った[6]。
- 2019年2月15日には、第二特務艦隊に参加し、帰国を前に立ち寄ったイギリスのポートランド島で不慮の死を遂げた原田浅吉二等兵曹の没後100年追悼式が、日英海軍関係者が出席して行われた[7]。これは、2018年9月に同地の大学生から駐英大使に「原田兵曹が亡くなって来年で100年になり、何らかのお供えをしたい」というメールが寄せられたことから実現したもので、式にはこの大学生も出席して「国のために戦った人は尊敬されて眠るべき」と述べた[1]。